# 367e division d'infanterie
La  367e division d'infanterie (en allemand : 367. Infanterie-Division ou 367. ID) est une des divisions d'infanterie de l'armée allemande (Wehrmacht) durant la Seconde Guerre mondiale.

## Historique
La 367e division d'infanterie est formée le 15 novembre 1943 dans le secteur de Agram (Zagreb) en Croatie à partir de l'état-major et les éléments survivants de la 330e division d'infanterie en tant qu'élément de la 21. Welle (21e vague de mobilisation).
Elle prend part aux opérations anti-partisans en Croatie.
En février 1944, elle est transférée sur le Front de l'Est en Ukraine dans le secteur de Brody avec la 1. Panzerarmee.
Puis au sein du Heeresgruppe Mitte avec la 4e armée, elle combat en Pologne à Białystok et à Augustów. Elle se retrouve en province de Prusse-Orientale où elle est anéantie lors de la bataille de Königsberg en mars 1945

## Organisation

### Commandants
| Date                           | Grade           | Commandant     |
| ------------------------------ | --------------- | -------------- |
| 15 novembre 1943 - 10 mai 1944 | Generalmajor    | Georg Zwade    |
| 10 mai 1944 - 1er août 1944    | Generalmajor    | Adolf Fischer  |
| 1er août 1944 - ? mars 1945    | Generalleutnant | Hermann Hähnle |

## Théâtres d'opérations
- Croatie : Novembre 1943 - Février 1944
- Front de l'Est secteur Sud : Février 1944 - Janvier 1945
- Pologne et Est de la Prusse : Janvier 1945 - Mars 1945

## Ordre de bataille
- Grenadier-Regiment 974
- Grenadier-Regiment 975
- Grenadier-Regiment 976
- Divisions-Füsilier-Bataillon 367
- Artillerie-Regiment 367
  - I. Abteilung
  - II. Abteilung
  - III. Abteilung
  - IV. Abteilung
- Pionier-Bataillon 367
- Feldersatz-Bataillon 367
- Panzerjäger-Abteilung 367
- Divisions-Nachrichten-Abteilung 367
- Divisions-Nachschubführer 367